# Cément
Pour les articles homonymes, voir Cément (homonymie).

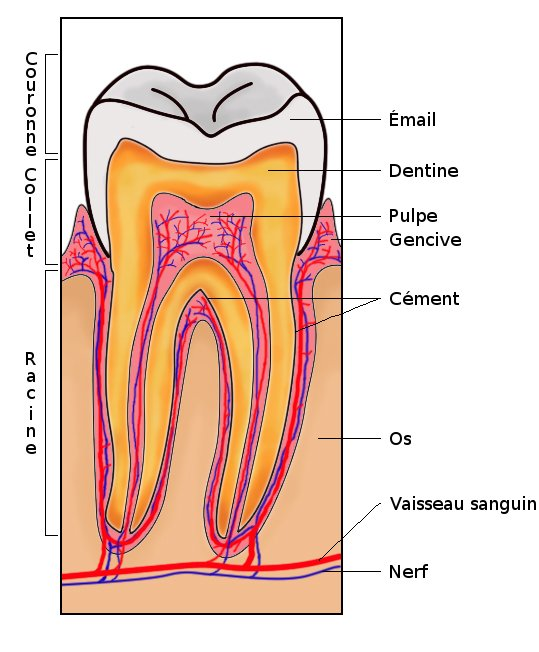
Section d'une dent

Le cément dentaire est le tissu qui recouvre la dentine au niveau de la racine.
La couronne de la dent est protégée par l'émail, mais la racine n'est protégée que par le cément, une couche de cellules constituant un tissu calcifié fin et dur permettant la forte cohésion, par l’intermédiaire de la racine, d’une dent avec l’os constituant la mâchoire dans laquelle elle est implantée.
La maladie correspondant à la destruction du cément et des tissus de soutien qui l’accompagnent est la parodontopathie.

## Description
Le cément est une couche de tissu conjonctif minéralisé (phase organique = 25 %, phase inorganique = 65 %, eau = 10 %), relativement fine dans la portion coronaire de la racine (20 à 60 micromètres) et plus épaisse dans la portion apicale de la racine (100 à 200 micromètres).
On distingue :
1. le cément acellulaire comprenant des fibres de collagène de type I synthétisées par des fibroblastes desmodontaux ou dérivant du sac folliculaire, partiellement minéralisées et orientées perpendiculairement au grand axe radiculaire. Ces fibres sont dites extrinsèques ou encore appelées fibres de Sharpey et contribuent fortement à l'attache dento-alvéolaire. C'est le cément constituant majoritairement le cément primaire ou pré-éruptif.
2. le cément cellulaire comprenant des fibres de collagène de type I synthétisées par les cémentoblastes, entièrement minéralisées, et sans orientation particulière. Ces fibres sont dites intrinsèques. C'est le cément constituant majoritairement le cément secondaire ou post-éruptif.

C'est pourquoi les sensibilités dentinaires sont fréquentes lorsque la racine est dénudée.

La carie peut également progresser très vite au niveau de la racine, puisque le cément est très fin, et beaucoup moins résistant que l'émail.

C'est pourquoi il faut prendre soin des dents dénudées, notamment chez la personne âgée, où les caries radiculaires (carie du collet) sont fréquentes.